# جيمي ستيفنز (مغن مؤلف)
جيمي ستيفنز (بالإنجليزية: Jimmy Stevens)‏ هو مغن مؤلف بريطاني، ولد في 5 أغسطس 1942 في ليفربول في المملكة المتحدة.